# Le Voyage d'Orphée
Pour plus de détails, voir Fiche technique et Distribution.
Le Voyage d'Orphée est un court métrage d'animation français réalisé par Jean-Manuel Costa, sorti en 1983.
Il a remporté le César du meilleur court métrage d'animation en 1984.

## Synopsis
Le film reprend le mythe d'Orphée descendant aux enfers pour retrouver Eurydice.

## Fiche technique
- Titre allemand : Die Reise der Orphée
- Réalisation et scénario : Jean-Manuel Costa
- Type : Animation en volume[1]
- Durée : 11 minutes
- Date de sortie : 1983

## Distinctions
- 1984 :  César du meilleur court métrage d'animation[2]